# Pocky 4 Sisters!
『Pocky 4 Sisters!』（ぽっきーふぉーしすたーず）は、BS-i（現BS-TBS）で2008年12月27日19:30-20:00に放送されたファミリーテレビドラマ。「出せない手紙編」と「四姉妹編」の2編で構成され、「出せない手紙編」はさらに４つのミニドラマで構成される。恋空のブームに乗じて多数制作された、いわゆるケータイ小説のドラマ化企画の一である。
1993年から1996年まで江崎グリコ社のチョコ菓子商品「ポッキー」のテレビＣＭにおいて清水美砂、牧瀬里穂、中江有里、今村雅美が「ポッキー四姉妹」として出演し、人気を博し『四姉妹物語』として映画化までされたが、そのリメイクとして四姉妹のキャストを一新したものである。
当時人気を博したケータイ小説投稿サイトであった魔法のiらんどで募集された「“出せない手紙”コンテスト」の投稿ストーリーをドラマ化したものであり、画期的であった携帯電話による動画視聴に対応するため、数分程度のミニドラマ形式の集成となっていることが特徴である。実際に魔法のiらんどのフィーチャーフォン向け動画配信サービス「魔法TV」でも本作が配信され、四姉妹編のうちテレビ未公開の3話は魔法TVでのみ公開された。

## キャスト
- 木所アヤ（長女） : 大政絢
- 木所エリナ（次女） : 真野恵里菜
- 木所アンリ（三女） : 岡本杏理
- 木所ミキ（四女） : 金井美樹
- ストーリーテラー : 忽那汐里
- 店長 : 林和義
- 友人： 山口真璃亜
- 友人の交際相手：法月康平
- 浅田祥子 : 田中莉香子
- 宮下サリ : 三吉彩花

## スタッフ
- 監督 - 小中和哉
- 脚本 - 中江有里（出せない手紙編）・加藤淳也（四姉妹編）
- プロデュース - 丹羽多聞アンドリウ・鈴木浩介